# Dryopteris pseudosparsa
Dryopteris pseudosparsa är en träjonväxtart som beskrevs av Ren-Chang Ching. Dryopteris pseudosparsa ingår i släktet Dryopteris och familjen Dryopteridaceae. Inga underarter finns listade.